# Gróbczyki Drugie
Gróbczyki Drugie – część wsi Gróbce w Polsce położona w województwie kujawsko-pomorskim, w powiecie włocławskim, w gminie Włocławek.
W latach 1975–1998 Gróbczyki Drugie administracyjnie należały do województwa włocławskiego.